# Xélekhovo
Xélekhovo (en rus: Шелехово) és un poble del krai de Khabàrovsk, a Rússia, que el 2012 tenia 27 habitants. Pertany al districte rural de Komsomolsk na Amure.